# Diores triarmatus
Diores triarmatus är en spindelart som beskrevs av Roger de Lessert 1929. Diores triarmatus ingår i släktet Diores och familjen Zodariidae.
Artens utbredningsområde är Kongo. Inga underarter finns listade i Catalogue of Life.